# Monte Ciaurlec e Forra del Torrente Cosa
Monte Ciaurlec e Forra del Torrente Cosa este o arie protejată (arie specială de conservare — SAC, sit de importanță comunitară — SCI) din Italia întinsă pe o suprafață de 875 ha, integral pe uscat.

## Localizare
Centrul sitului Monte Ciaurlec e Forra del Torrente Cosa este situat la coordonatele 46°14′02″N 12°52′13″E / 46.2339°N 12.8703°E.

## Înființare
Situl Monte Ciaurlec e Forra del Torrente Cosa a fost declarat sit de importanță comunitară în septembrie 1995 pentru a proteja 1 specie de plante și 21 de specii de animale. Situl a fost protejat și ca arie specială de conservare în octombrie 2013.

## Biodiversitate
Situată în ecoregiunea alpină, aria protejată conține 11 habitate naturale: Peșteri inaccesibile publicului, Păduri ilirice de Fagus sylvatica (Aremonio-Fagion), Râuri de munte și vegetația lor lemnoasă cu Salix elaeagnos, Pante stâncoase calcaroase cu vegetație casmofită, Păduri pe pante, grohotișuri și ravene de Tilio-Acerion, Râuri de munte și vegetația erbacee de pe malurile acestora, Păduri de Castanea sativa, Fânețe de joasă altitudine (Alopecurus pratensis, Sanguisorba officinalis), Păduri aluvionare cu Alnus glutinosa și Fraxinus excelsior (Alno-Padion, Alnion incanae, Salicion albae), Pajiști uscate din regiunea submediteraneeană estică (Scorzoneratalia villosae), Grohotișuri termofile și vest-mediteraneene.
La baza desemnării sitului se află mai multe specii protejate:
- plante (1): Gladiolus palustris
- păsări (15): minunița (Aegolius funereus), potârnichea de stâncă (Alectoris graeca saxatilis), acvilă de munte (Aquila chrysaetos), cocoșul de mesteacăn (Bonasa bonasia), buha (Bubo bubo), caprimulg (Caprimulgus europaeus), șerpar (Circaetus gallicus), cristeiul de câmp (Crex crex), ciocănitoare neagră (Dryocopus martius), șoim călător (Falco peregrinus), vulturul pleșuv sur (Gyps fulvus), sfrâncioc roșiatic (Lanius collurio), Lyrurus tetrix tetrix, gaia neagră (Milvus migrans), viespar (Pernis apivorus)
- mamifere (3): liliac cu aripi lungi (Miniopterus schreibersii), liliacul mare cu potcoavă (Rhinolophus ferrumequinum), urs brun (Ursus arctos)
- nevertebrate (1): Austropotamobius pallipes
- pești (2): zglăvoacă (Cottus gobio), Salmo marmoratus

Pe lângă speciile protejate, pe teritoriul sitului au mai fost identificate 12 specii de plante, 4 specii de amfibieni, 4 specii de mamifere, 4 specii de nevertebrate, 2 specii de pești, 7 specii de reptile.